# Guy Lafleur

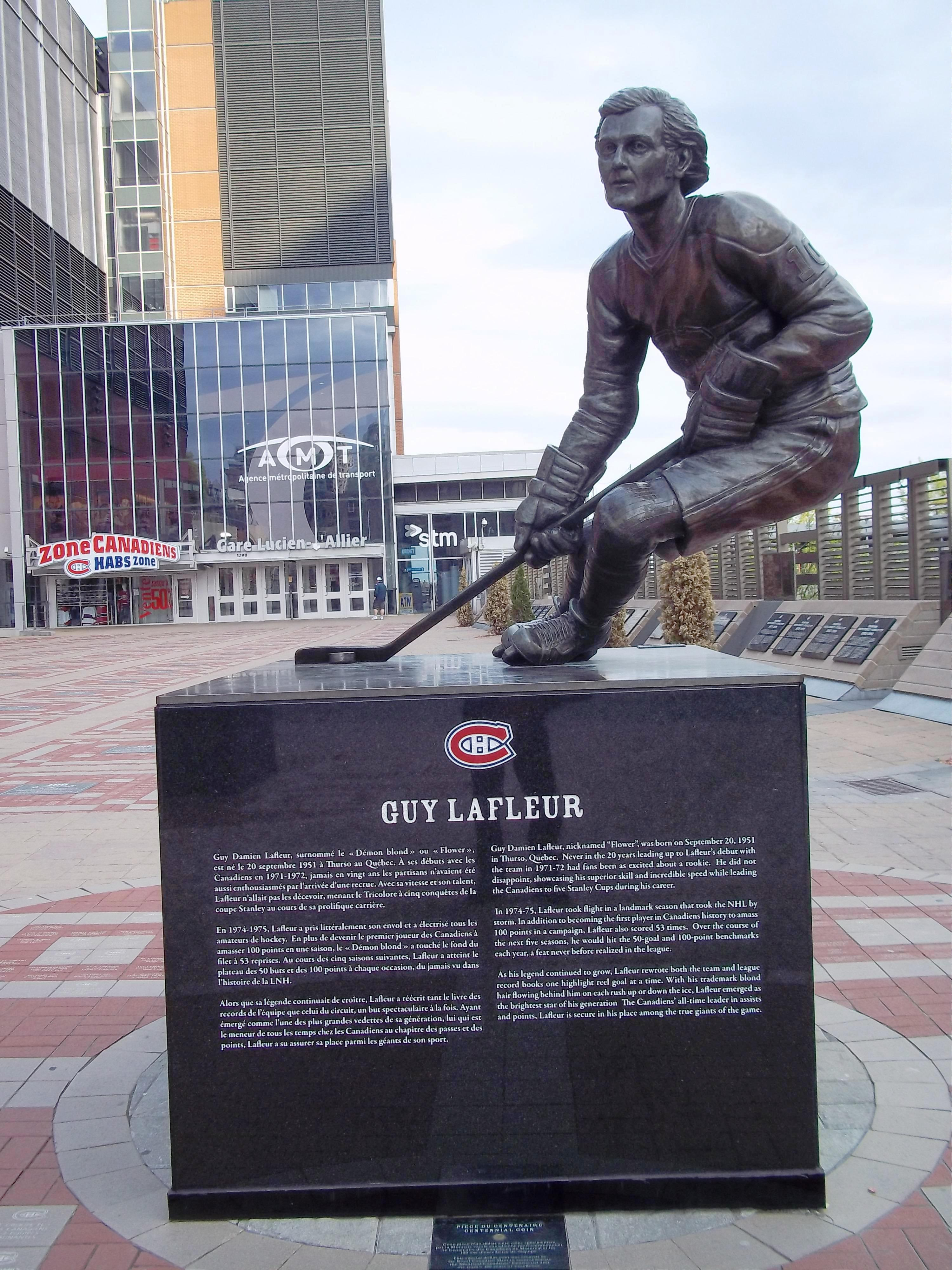
Staty över Guy Lafleur utanför Centre Bell i Montreal.

Guy Damien Lafleur, född 20 september 1951 i Thurso, Québec, död 22 april 2022 i Montréal, Québec, var en kanadensisk professionell ishockeyspelare som spelade 17 säsonger mellan 1971 och 1991 i NHL för Montreal Canadiens, New York Rangers och Quebec Nordiques. Han vann Stanley Cup fem gånger med Montreal Canadiens.
Guy Lafleur deltog i Kanadas vinnande lag i första Canada Cup 1976 och ansågs vara en av turneringens absolut bästa spelare. Han deltog även i nästa CC 1981 då han bilade en superkedja, förmodligen ishockeyvärldens bästa och mest sevärda någonsin med Gilbert Perreault och Wayne Gretzky, samt i det så kallade VM samma år. I Canada Cup 81 vann Kanada seriespelet och nådde finalen.
1998 samlade tidningen The Hockey News ihop en kommitté av 50 hockeyexperter bestående av före detta NHL-spelare, journalister, TV-bolag, tränare och styrelsemedlemmar för att göra en lista över de 100 bästa spelarna i NHL:s historia. Experterna röstade fram Lafleur på plats nummer 11.
Lafleur avled av lungcancer 2022.

## Statistik

### Klubbkarriär
| 1966–67      | As de Québec       | LHJMQ        | 8    | 1   | 1   | 2    | 0   | —   | —  | —  | —   | —  |
| 1967–68      | As de Québec       | LHJMQ        | 43   | 30  | 19  | 49   | 0   | —   | —  | —  | —   | —  |
| 1968–69      | As de Québec       | LHJMQ        | 49   | 50  | 60  | 110  | 83  | —   | —  | —  | —   | —  |
| 1969–70      | Remparts de Québec | LHJMQ        | 56   | 103 | 67  | 170  | 105 | —   | —  | —  | —   | —  |
| 1970–71      | Remparts de Québec | LHJMQ        | 62   | 130 | 79  | 209  | 135 | 14  | 22 | 21 | 43  | 49 |
| 1971–72      | Montreal Canadiens | NHL          | 73   | 29  | 35  | 64   | 48  | 6   | 1  | 4  | 5   | 2  |
| 1972–73      | Montreal Canadiens | NHL          | 70   | 28  | 27  | 55   | 51  | 17  | 3  | 5  | 8   | 9  |
| 1973–74      | Montreal Canadiens | NHL          | 73   | 21  | 35  | 56   | 29  | 6   | 0  | 1  | 1   | 4  |
| 1974–75      | Montreal Canadiens | NHL          | 70   | 53  | 66  | 119  | 37  | 11  | 12 | 7  | 19  | 15 |
| 1975–76      | Montreal Canadiens | NHL          | 80   | 56  | 69  | 125  | 36  | 13  | 7  | 10 | 17  | 2  |
| 1976–77      | Montreal Canadiens | NHL          | 80   | 56  | 80  | 136  | 20  | 14  | 9  | 17 | 26  | 6  |
| 1977–78      | Montreal Canadiens | NHL          | 78   | 60  | 72  | 132  | 26  | 15  | 10 | 11 | 21  | 16 |
| 1978–79      | Montreal Canadiens | NHL          | 80   | 52  | 77  | 129  | 28  | 16  | 10 | 13 | 23  | 0  |
| 1979–80      | Montreal Canadiens | NHL          | 74   | 50  | 75  | 125  | 12  | 3   | 3  | 1  | 4   | 0  |
| 1980–81      | Montreal Canadiens | NHL          | 51   | 27  | 43  | 70   | 29  | 3   | 0  | 1  | 1   | 2  |
| 1981–82      | Montreal Canadiens | NHL          | 66   | 27  | 57  | 84   | 24  | 5   | 2  | 1  | 3   | 4  |
| 1982–83      | Montreal Canadiens | NHL          | 68   | 27  | 49  | 76   | 12  | 3   | 0  | 2  | 2   | 2  |
| 1983–84      | Montreal Canadiens | NHL          | 80   | 30  | 40  | 70   | 19  | 12  | 0  | 3  | 3   | 5  |
| 1984–85      | Montreal Canadiens | NHL          | 19   | 2   | 3   | 5    | 10  | —   | —  | —  | —   | —  |
| 1988–89      | New York Rangers   | NHL          | 67   | 18  | 27  | 45   | 12  | 4   | 1  | 0  | 1   | 0  |
| 1989–90      | Quebec Nordiques   | NHL          | 39   | 12  | 22  | 34   | 4   | —   | —  | —  | —   | —  |
| 1990–91      | Quebec Nordiques   | NHL          | 59   | 12  | 16  | 28   | 2   | —   | —  | —  | —   | —  |
| QMJHL totalt | QMJHL totalt       | QMJHL totalt | 218  | 314 | 226 | 540  | 323 | 14  | 22 | 21 | 43  | 49 |
| NHL totalt   | NHL totalt         | NHL totalt   | 1127 | 560 | 793 | 1353 | 399 | 128 | 58 | 76 | 134 | 67 |

## Meriter

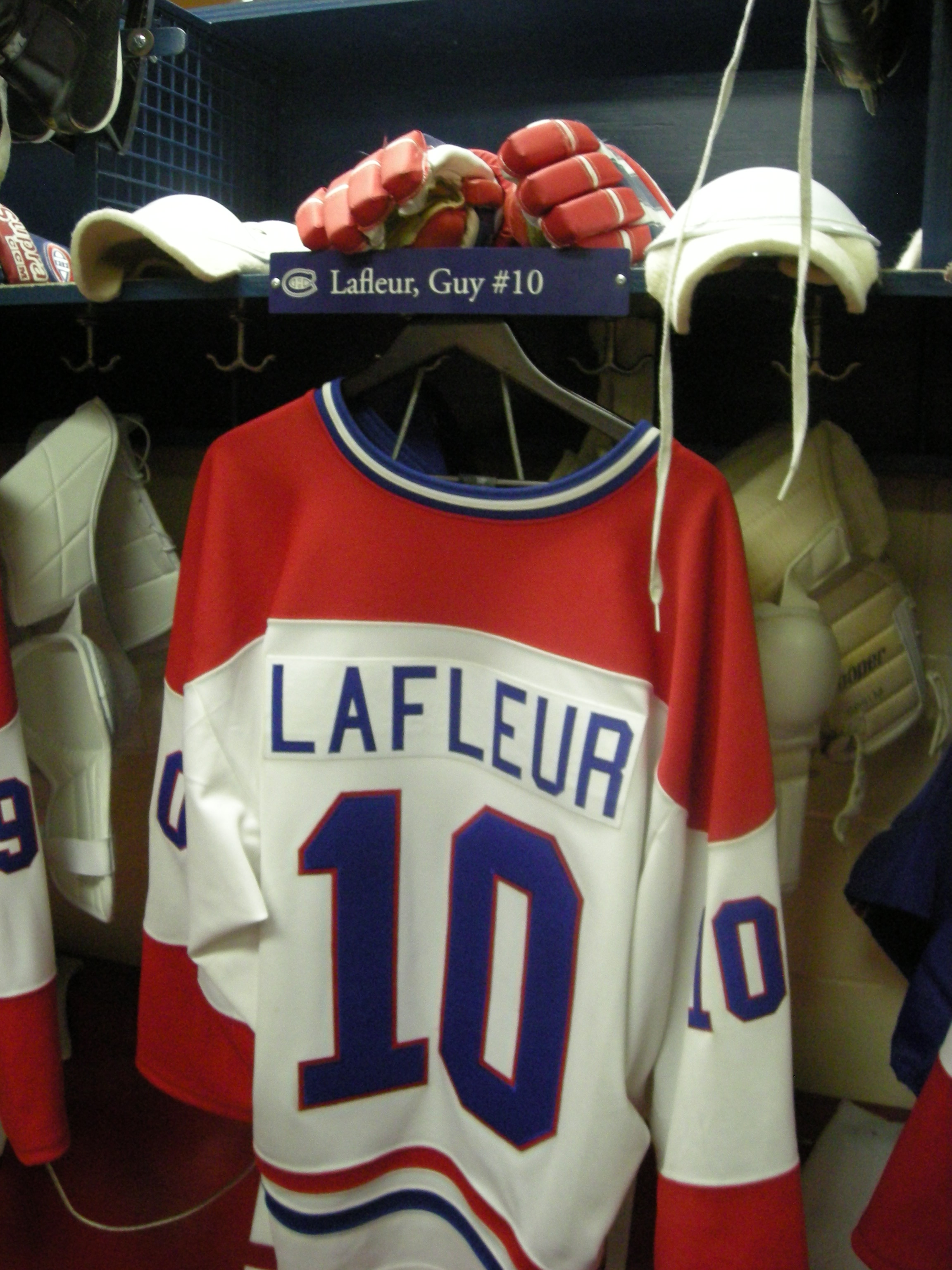
Montreal Canadiens omklädningsrum i Hockey Hall of Fame i Toronto.

- Stanley Cup – 1973, 1976, 1977, 1978 och 1979
- Art Ross Trophy – 1976, 1977 och 1978
- Lester B. Pearson Award – 1976, 1977 och 1978
- Hart Memorial Trophy – 1977 och 1978
- Conn Smythe Trophy – 1977
- Gjorde minst 50 mål och 100 poäng sex säsonger i rad
- Under tiden han spelade blev Lafleur den snabbaste att nå milstolpen 1000 poäng vilket han gjorde på endast 720 matcher. Rekordet slogs sedan av bland andra Wayne Gretzky och Mario Lemieux.
- Har rekordet för flest poäng och assist i Montreal Canadiens med 1246 poäng och 728 assist.
- Har rekordet för flest poäng under en säsong i Montreal Canadiens – 136 poäng 1976–77.
- Delar rekordet med Steve Shutt för flest antal gjorda mål under en säsong i Montreal Canadiens – 60 mål 1977–78.
- Hans tröjnummer 10 är pensionerat av Montreal Canadiens och hänger i taket i Centre Bell.
- Han valdes in i Hockey Hall of Fame 1988